# Visoka atmosfera
Visoka atmosfera ili bliski svemir je dio Zemljine atmosfere koji je između 20 i 100 km iznad morske razine. Obuhvaća stratosferu, mezosferu i donje slojeve termosfere. Prostire se od Armstrongove crte iznad koje ljudi moraju nositi odijelo pod tlakom da bi preživjeli, sve do Kármánove crte gdje pravila astrodinamike preuzimaju ulogu zakona aerodinamike da bi se uopće moglo nastaviti letjeti. Stoga je područje visoke atmosfere iznad visina na kojima lete komercijalni zrakoplovi, ali ispod visina na kojima kruže sateliti.
Pojmovi "gornje atmosfere" i "bliskog svemira" se općenito smatra istoznačnicama, premda neki autori dijele i to dvoje kao različite. Ondje gdje je to slučaj, slojevi bliži Kármánovoj crti nose naziv "bliskog svemira", a ostali slojevi između donjih slojeva atmosfere i bliskog svemira nazivaju se gornja atmosferea.

## Upotreba
Područje je vrlo zanimljivo za vojna izviđanja, znanstvena istraživanja te komercijalne namjene kao komunikacije i u zadnje vrijeme turizam. Letjelice koje lete do bliskog svemira su visokoatmosferski baloni, blimpovi, rockooni, rakete za sondiranje te zrakoplov Lockheed U-2. 

## Pojave
- polarna svjetlost
- noćni svijetleći oblaci[1]
- meteori
- visokoatmosferska sijavina, ionosferski bljesak
- polarni stratosferski oblak
- ozonski omotač
- atmosferski val

## Vanjske poveznice
- Crometeo
- Near Space as a Combat Effects Enabler  Arhivirana inačica izvorne stranice od 29. rujna 2011. (Wayback Machine)
- United States Air Force[neaktivna poveznica]
- Lack of Persistent Platforms Hurts US Military  Arhivirana inačica izvorne stranice od 6. siječnja 2009. (Wayback Machine)
- Defensetech.org  Arhivirana inačica izvorne stranice od 17. kolovoza 2009. (Wayback Machine)
- Near Space Systems
- American Digital Networks  Arhivirana inačica izvorne stranice od 28. rujna 2007. (Wayback Machine)
- Parallax.com  Arhivirana inačica izvorne stranice od 12. listopada 2008. (Wayback Machine)
- Space Data Corporation
- The B.H.A.L.D.I. Project  Arhivirana inačica izvorne stranice od 11. veljače 2017. (Wayback Machine)
- Bloon Near-space flight
- www.justinhamel.com